# Nödmeddelande
Ett nödmeddelande ges av till exempel fartyg eller flygplan som befinner sig i omedelbar fara. Vid radiotelegrafi används som nödsignal morsesignalen SOS (utan bokstavsmellanrum) och vid radiotelefoni ordet Mayday.

## Nödanrop

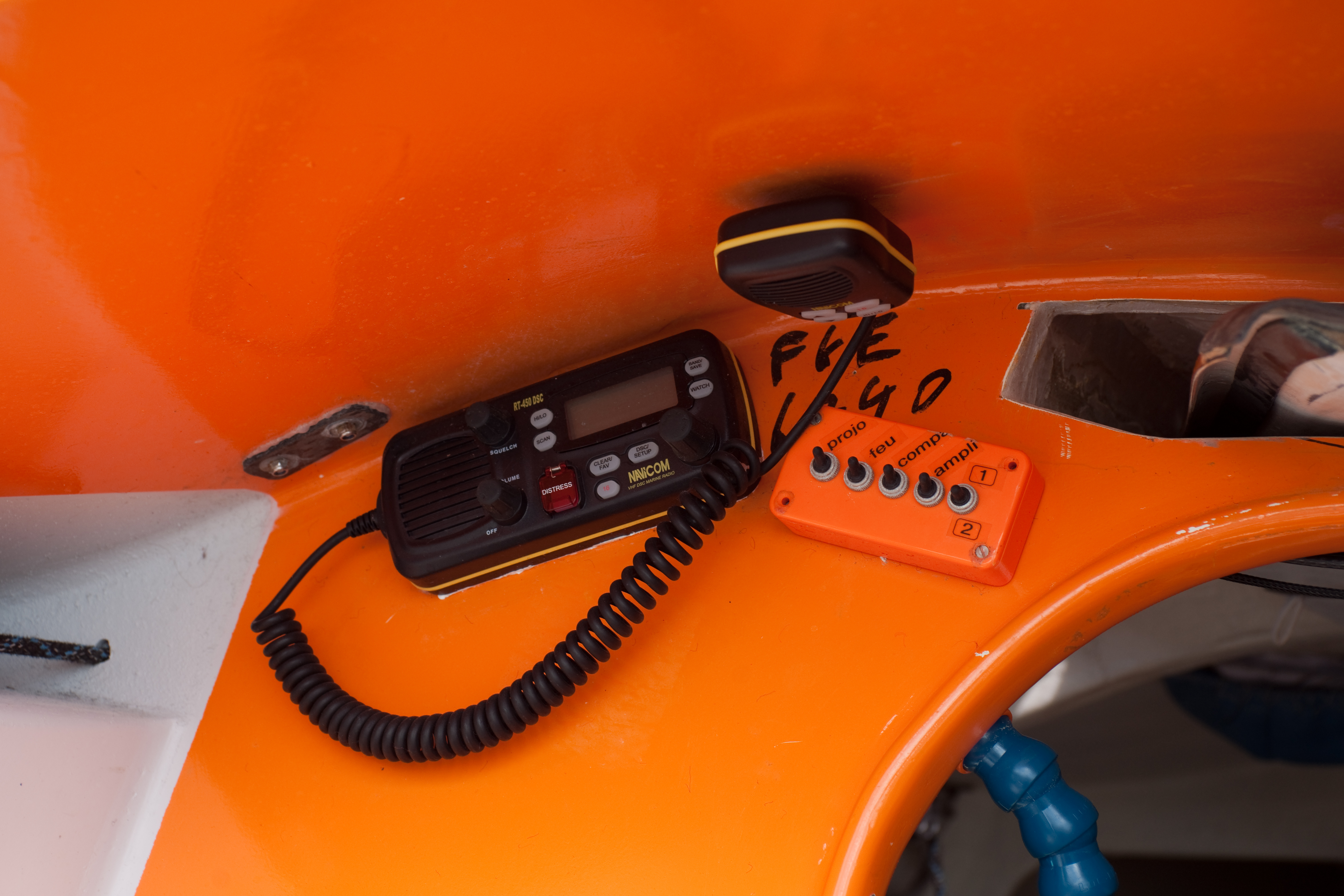
VHF-telefon med knapp för automatiskt DSC-nödanrop under röd lucka.

Ett nödmeddelande i radiotelefoni föregås av ett nödanrop enligt följande:
- Nödsignalen upprepad tre gånger
- Ordet "this is" (här)
- Den nödställda farkostens namn eller anropssignal upprepad tre gånger
- Farkostens MMSI-nummer om nödanrop också getts med DSC

Nödanropet görs på någon av de för ändamålet avsedda kanalerna, som ofta också fungerar som anropskanal.
Nödanropet kan istället för eller utöver det verbala nödanropet skickas digitalt med DSC. Det digitala nödanropet innehåller uppgifter om farkosten och dess senaste kända position samt, om de matats in, uppgifter om nödens art.

## Nödmeddelande
Efter nödanrop ges nödmeddelandet på formen:
- Nödsignalen SOS eller Mayday
- Farkostens namn och anropssignal
- Farkostens position
- Nödlägets art
- Vilken hjälp som behövs
- Övrig information (t.ex. antal personer)

Nödmeddelandet kan också avslutas med Mayday.

## Nödsignaler
| \|                          |
| \|                          |
| \|                          |
| \|                          |
| \|                          |
| Nödsignal med signalflaggor |

Sjövägsreglerna definierar följande signaler som nödsignaler (regel 37 och bilaga 4, 2 §; kommentarerna inom hakparentes är enligt svenska Sjötrafikföreskrifter m.m.). Signalerna kan användas tillsammans eller var för sig.
- Kanonskott eller andra knallsignaler, avlossade med mellantider av omkring 1 minut
- Oavbrutet begagnande av någon mistsignalapparat
- Raketer eller bomber som utkastar röda stjärnor, avskjutna en i sänder med korta mellantider
- Signal, utsänd med radiotelegrafi eller annan signalmetod av vad slag som helst, bestående av gruppen SOS (                        ) enligt morsesystemet
- Signal som utsänds med radiotelefoni genom uttalande av ordet "Mayday"
- Nödsignalen NC enligt internationella signalboken [Flaggan N (överst) är blå- och vitrutig. C är i horisontella fält blå-vit-röd-vit-blå.]
- Signal bestående av en fyrkantig flagga samt över eller under denna ett klot eller liknande föremål
- Eldflammor på fartyg (till exempel från brinnande tjärtunnor, oljefat eller dylikt)
- Raket med fallskärmsbloss eller handbloss som visar rött sken
- Röksignal som avger organgefärgad rök
- Upprepade sakta höjningar och sänkningar av armarna utsträckta åt båda sidorna
- Alarmsignalen för radiotelegrafi
- Alarmsignalen för radiotelefoni
- Signaler sända med radiosändare för nödpositionsindikering.
- Godkända signaler som sänds med radiokommunikationssystem, inklusive radartranspondrar för livräddningsfarkoster [Nödsignalen är för att tillgodose "Global Maritime Distress Safety System (GMDSS)". Systemet är satellitbaserat och införes på 1990-talet.]

Det är förbjudet att använda eller visa någon av signalerna annat än i avsikt att ange nöd och behov av hjälp, likaså att använda någon signal som kan förväxlas med någon av dem.
Andra nödsignaler:
- Flagg i schau, nationsflaggan hissad upp och ned eller ombunden med garn på mitten. Signalen användes ännu i början av 1900-talet men försvann därefter.[1][2]